# منطقة ميرديته
منطقة ميرديته (بالألبانية: Rrethi i Mirditës) هي واحدة من ستة وثلاثين منطقة تقع في ألبانيا وهي جزء من مقاطعة لجه.[بحاجة لمصدر]